# Víctor Víctor

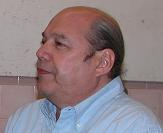
Víctor Víctor (2008)

Víctor José Víctor Rojas (* 11. Dezember 1948 in Santiago de los Caballeros; † 16. Juli 2020 in Santo Domingo) war ein dominikanischer Bachatasänger und Komponist.
Víctor debütierte 1972 mit seiner Komposition La casita, die er mit Wilfrido Vargas auf Platte aufnahm. Er gründete dann die Gruppe Nueva Fortuna, deren Singer-Songwriter und Bandleader er war. Mit der 1978 gegründeten Gruppe Flanboyan entstanden Titel im Bachata-Merengue-Stil wie Mesita de Noche und Asi Es Mi Amor. Auch Musiker wie Celia Cruz, Azúcar Moreno, Danny Rivera und Emmanuel nahmen seine Kompositionen auf.
Im Jahr 2006 erschien das Album Bachata Entre Amigos, eine Koproduktion mit dem dominikanischen Gitarristen Juan Francisco Ordóñez. In diesem Album variiert Victor den Bachata im Duett mit Künstlern wie Joaquín Sabina, Joan Manuel Serrat, Luis Días, Silvio Rodríguez, Pablo Milanés, Fito Páez und Víctor Manuel.
Er starb im Juli 2020 im Alter von 71 Jahren an Komplikationen durch COVID-19.

## Diskographie
- Inspiraciones, 1992
- Tu Corazon, 1993
- Un Chin De Veneno, 1994
- Alma De Barrio, 1994
- Cajita De Musica, 1996
- Pisando Rayas, 2001
- Bachata Entre Amigos, 2006
- La Esencia de la Bachata, 2007